# Speciale opdracht
Luchtpiraten (Frans: Pirates du ciel) is het tiende album uit de Franco-Belgische strip Tanguy en Laverdure van Jean-Michel Charlier (scenario) en Jijé (tekening).
Het verhaal verscheen in voorpublicatie in het Franse stripblad Pilote van 6 oktober 1966 (nummer 363) tot en met 4 mei 1967 (nummer 393). Eind 1968 werd het verhaal in albumvorm uitgegeven bij Dargaud, hiervoor was al het volgende verhaal, De zwarte engelen uitgegeven. Dit verhaal verscheen dus als tiende verhaal in Pilote maar als negende verhaal in albumvorm. Wellicht was de ongebruikelijke lengte van 61 bladzijden de reden dat het verhaal pas later verscheen als tiende album. Voor het eerst werd het verhaal in het Nederlands niet voorgepubliceerd, maar verscheen het in 1971 rechtstreeks in albumvorm bij Lombard. 
Jijé nam de fakkel over van Albert Uderzo om het verhaal te tekenen. Hij doet dat in een gelijkaardige stijl als Uderzo zodat de overgang niet te bruusk is. Vooral Laverdure ziet er nagenoeg hetzelfde uit als toen Uderzo hem tekende.

## Het verhaal
Tanguy en Laverdure gaan enkele weken skiën in La Plagne. De kolonel van de vliegbasis geeft hen een appartement gratis ter beschikking en zegt hen dat ze een speciale opdracht moeten vervullen als ze terugkomen. In La Plagne leert Laverdure, die zijn stunteligheid naar een hoogtepunt leidt, de bevallige Corine Mercier kennen en wordt tot over zijn oren verliefd op haar. Na een ongeval belandt Ernest in het ziekenhuis waar ze een telegram krijgen dat ze dringend terug in Dijon verwacht worden. Corine, die in de buurt woont belooft contact te houden. 
Er moeten Mirages verkocht worden aan India, kapitein Imrah-Sing komt de vliegtuigen inspecteren. Hij blijkt uiteindelijk een Welshman te zijn die een Indische naam aangenomen heeft omdat Indiërs de zijne niet konden uitspreken. Imrah-Sing komt al met vooroordelen naar Frankrijk en denkt dat de Mirages niet zullen voldoen, aan Tanguy om het tegendeel te bewijzen. Corine, die helemaal niet toevallig op het tweetal botste in La Plagne en voor een sinistere organisatie werkt die de verkoop van de Mirages aan India wil tegenhouden, nodigt Tanguy, Laverdure en Imrah-Sing uit bij de villa van haar zogenaamde vader. Corine wordt echter verliefd op Tanguy, hoewel ze ook Laverdure aan het lijntje houdt.
Een man dringt op het domein van de luchtbasis binnen en maakt een bout los die een lek in het hydraulisch circuit zal veroorzaken en niet meteen te bespeuren is als het toestel nog aan de grond staat. Na zijn sabotage wordt hij echter ontdekt. Hij zegt dat hij een journalist is, maar hij wordt toch meegenomen. Zijn kompanen willen echter geen risico nemen dat Marco gaat praten en ze schieten hem dood terwijl hij in de wagen zit. Er wordt meteen gedacht dat de man geen journalist is maar een spion, maar aan sabotage wordt niet gedacht. Tijdens een solovlucht met de Mirage komt Imrah-Sing zwaar in de problemen en moet zijn schietstoel gebruiken terwijl zijn vliegtuig neerstort. Een reddingsoperatie kan hem terugvinden, zijn mening over de Mirage is nu definitief gevormd. 
Intussen spreekt Laverdure met Corine af die zogezegd voor een krant werkt. Ze doet iets in zijn drinken waardoor hij snel dronken en loslippig wordt en vertelt over de gevaren van een piloot. In de krant La Vérité verschijnt een artikel over de neergestorte Mirage van Imrah-Sing en een teaser van een artikel dat de week erop zal verdwijnen en waar een Franse piloot de gevaren van het vliegtuig onthuld. Als men ontdekt dat Laverdure het artikel gegeven heeft is zijn carrière voorbij. Tanguy besluit naar Corine te stappen en vraagt haar het artikel in te trekken en zegt erbij dat er geen vriendschap meer mogelijk is tussen hen. Corine is in alle staten en smeekt aan haar baas om het artikel te laten intrekken. Later spreekt Tanguy af met iemand die zich voordoet als iemand van de krant en de baas van Corine is. Hij zegt dat het artikel niet ingetrokken kan worden omdat het eerste artikel als zoete broodjes verkocht. Hij stelt voor om het niet te publiceren als Tanguy de demonstratie voor de Indiërs saboteert. Tanguy heeft echter alles opgenomen en zegt dat hij hem zal aanklagen voor afperser waarop hij geen kant meer uit kan en het artikel niet zal publiceren.
De demonstratie voor de Indiërs vindt plaats. De baas van Corine heeft besloten dat Tanguy met zijn leven moet betalen door opnieuw een sabotage te doen. Twee van zijn mannen doen zich voor als journalist en bij het maken van een foto ontploft het flitslampje van de fotograaf. In de verwarring verwisselt de journalist het signaallampje van Michel met een identiek, waar echter een kleine bom in zit. Op afstand kan dit tot ontploffing gebracht worden. Corine wil Michel echter waarschuwen, haar baas wil haar tegenhouden maar via een list kan ze ontsnappen. Echter kan hij haar nog met zijn pistool raken terwijl ze weg rijdt. Corine geraakt op de basis en Michel kan net op tijd gewaarschuwd worden waardoor hij in duikvlucht naar onder raast en net voor het ontploffen van de bom kan landen. Ernest raakt nog bij de stervende Corine. Haar laatste woorden waren dat ze van Michel hield. De saboteurs kunnen gearresteerd worden en de Indiërs kopen de Mirages.